# Nekrolog 3. Quartal 2000
Nekrolog
◄◄
| ◄
| 1996
| 1997
| 1998
| 1999
| 2000 | 2001 | 2002 | 2003 | 2004 | ► | ►►
1. Quartal |
2. Quartal |
3. Quartal |
4. Quartal 2000
Weitere Ereignisse | Allgemeiner Nekrolog 2000
Die Beschreibung der verstorbenen Person sollte so kurz wie möglich gehalten sein und nur deren signifikante Tätigkeit(en) enthalten.
Neue Namen ggf. auch unter dem Geburts- und Sterbedatum, also etwa unter 1. Januar und im Geburts- und Sterbejahr (2024) eintragen (nur bei entsprechender großer Wichtigkeit). Für Beispiele siehe die schon vorhandenen Artikel.
Außerdem über die fünf zuletzt Verstorbenen, zu denen es einen ausreichend guten Artikel für eine Präsentation auf der Hauptseite gibt, nach der todesbedingten Überarbeitung der Artikel ggf. auch unter Wikipedia Diskussion:Hauptseite informieren und sie am besten auch in den anderen Wikipedia-Sprachversionen eintragen. Tipp: Regelmäßig bei news.google.de nach „ist tot“, „gestorben“ oder „verstorben“ suchen.
Wenn eine Person gestorben ist, gibt es viele Seiten zu dieser Person in der Wikipedia, die davon auch betroffen sind und entsprechend aktualisiert werden müssen. Beispiele: Namenübersichtsseite, Geburtsjahr, Geburtsort-Seiten und viele mehr.
Wie finde ich die betroffenen Seiten?
Im Suchfeld auf der linken Seite gibt man den Suchbegriff so ein: „Vorname Nachname“. Dann klickt man auf Volltext und alle Seiten mit entsprechendem Suchtext werden aufgerufen. Hier sieht man dann schnell, wo auch das Todesjahr Sinn macht oder sogar ein Teil des Artikels angepasst werden muss. Auch hilft das „Werkzeug“ auf der linken Seite sehr gut, um solche Seiten aufzufinden: „Links auf diese Seite“. Somit ist die Wikipedia wieder aktuell in allen Bereichen! Hinweis: bei Eintragung der Kategorie „Gestorben JAHR“ wird der Missbrauchsfilter 49 ausgelöst, was jedoch nicht schlimm ist. Siehe: Spezial:Missbrauchsfilter/49
Dies ist eine Liste von im dritten Quartal 2000 verstorbenen bekannten Persönlichkeiten. Die Einträge erfolgen innerhalb der einzelnen Daten alphabetisch sortiert. Tiere sind im Nekrolog für Tiere zu finden.

## Juli
| Tag      | Name                                  | Beruf, bekannt als                                                                                              | Alter | Beleg |
| -------- | ------------------------------------- | --- | ----- | ----- |
| 1. Juli  | Cub Koda                              | US-amerikanischer Rockmusiker, Songwriter und Kritiker                                                          | 51    |       |
| 1. Juli  | Alfred Kühnert                        | deutscher Heimatforscher und Lehrer                                                                             | 80    |       |
| 1. Juli  | Yvette Labrousse                      | vierte Ehefrau des dritten Aga Khan                                                                             | 94    |       |
| 1. Juli  | Torbjörn Lundquist                    | schwedischer Komponist und Dirigent                                                                             | 79    |       |
| 1. Juli  | Walter Matthau                        | US-amerikanischer Schauspieler                                                                                  | 79    |       |
| 1. Juli  | Pierre Petit                          | französischer Komponist                                                                                         | 78    |       |
| 1. Juli  | Robert Runcie                         | britischer Geistlicher, Erzbischof von Canterbury und Primas der anglikanischen Kirche                          | 78    |       |
| 1. Juli  | Zeyyat Selimoğlu                      | türkischer Schriftsteller, Poet und Übersetzer                                                                  | 78    |       |
| 2. Juli  | Joey Dunlop                           | britischer Motorradrennfahrer                                                                                   | 48    |       |
| 2. Juli  | Josef Graf                            | österreichischer Politiker (SPÖ), Landtagsabgeordneter, Mitglied des Bundesrates                                | 87    |       |
| 2. Juli  | James Grogan                          | US-amerikanischer Eiskunstläufer                                                                                | 68    |       |
| 2. Juli  | Max Kratz                             | deutscher Bildhauer und Hochschullehrer                                                                         | 79    |       |
| 2. Juli  | Paul McLaughlin                       | kanadischer Segler                                                                                              | 80    |       |
| 2. Juli  | Eva Potztal                           | deutsche Botanikerin                                                                                            | 75    |       |
| 2. Juli  | Anatoli Gawrilowitsch Ufimzew         | kasachisch-sowjetischer Schachspieler                                                                           | 86    |       |
| 3. Juli  | André Guinier                         | französischer Physiker                                                                                          | 88    |       |
| 3. Juli  | Paul G. Hatfield                      | US-amerikanischer Jurist und Politiker                                                                          | 72    |       |
| 3. Juli  | John Hejduk                           | US-amerikanischer Architekt                                                                                     | 70    |       |
| 3. Juli  | Franz Krenn                           | österreichischer Politiker (SPÖ), Landtagsabgeordneter                                                          | 77    |       |
| 3. Juli  | Enric Miralles                        | spanischer Architekt                                                                                            | 45    |       |
| 3. Juli  | Harold Nicholas                       | US-amerikanischer Stepptänzer                                                                                   | 79    |       |
| 3. Juli  | Kemal Sunal                           | türkischer Schauspieler und Drehbuchautor                                                                       | 55    |       |
| 3. Juli  | Georgi Tringow                        | bulgarischer Schachspieler                                                                                      | 63    |       |
| 3. Juli  | Gerold Walser                         | Schweizer Althistoriker und Epigraphiker                                                                        | 83    |       |
| 4. Juli  | Antonia Magdalena Arté                | dominikanische Musikerin und Musikpädagogin                                                                     | 85    |       |
| 4. Juli  | Donald Blessing                       | US-amerikanischer Ruderer                                                                                       | 94    |       |
| 4. Juli  | Heinrich Fuchs                        | österreichischer Kunsthistoriker, Lexikograf und Kunsthändler                                                   | 77    |       |
| 4. Juli  | Gustaw Herling-Grudziński             | polnischer Journalist und Schriftsteller                                                                        | 81    |       |
| 4. Juli  | Philip Lever, 3. Viscount Leverhulme  | britischer Peer und Politiker (Conservative Party)                                                              | 85    |       |
| 4. Juli  | Mausberg                              | US-amerikanischer Rapper                                                                                        | 21    |       |
| 5. Juli  | Edgar Cardoso                         | portugiesischer Brückenbauingenieur                                                                             | 87    |       |
| 5. Juli  | Wolf-Hartmut Friedrich                | deutscher klassischer Philologe                                                                                 | 93    |       |
| 5. Juli  | Friedrich Israilewitsch Karpelewitsch | russischer Mathematiker                                                                                         | 72    |       |
| 5. Juli  | Julius Scheybal                       | österreichischer Jazzmusiker und Komponist                                                                      | 70    |       |
| 5. Juli  | Gerhard Schinschke                    | deutscher Schauspieler und Synchronsprecher                                                                     | 73    |       |
| 5. Juli  | Dorino Serafini                       | italienischer Formel-1- und Motorradrennfahrer                                                                  | 90    |       |
| 5. Juli  | Joseph Wohlfart                       | luxemburgischer Politiker, Mitglied der Chamber und MdEP                                                        | 80    |       |
| 6. Juli  | James Brown                           | kanadischer Sprinter                                                                                            | 90    |       |
| 6. Juli  | Sigrid Klösges                        | deutsche Politikerin (SPD), MdL                                                                                 | 62    |       |
| 6. Juli  | Lazar Koliševski                      | jugoslawischer Politiker                                                                                        | 86    |       |
| 6. Juli  | Akira Miyazawa                        | japanischer Jazzmusiker                                                                                         | 72    |       |
| 6. Juli  | Ludovít Rajter                        | slowakischer Dirigent und Komponist                                                                             | 93    |       |
| 6. Juli  | Władysław Szpilman                    | polnischer Pianist, Komponist und Schriftsteller                                                                | 88    |       |
| 6. Juli  | Jean Vercoutter                       | französischer Altorientalist                                                                                    | 89    |       |
| 7. Juli  | Herbert Dau                           | deutscher Politiker (SPD), MdHB, Hamburger Bürgerschaftspräsident                                               | 88    |       |
| 7. Juli  | Joachim Krause-Wichmann               | deutscher Ruderer                                                                                               | 70    |       |
| 7. Juli  | Annick Nozati                         | französische Sängerin und Improvisationsvokalistin                                                              | 55    |       |
| 7. Juli  | William J. Randall                    | US-amerikanischer Politiker                                                                                     | 90    |       |
| 7. Juli  | Gottfried Rost                        | deutscher Bibliothekar                                                                                          | 68    |       |
| 7. Juli  | Dmitri Sawadski                       | belarussischer Journalist                                                                                       | 27    |       |
| 7. Juli  | Dietrich Schwarz                      | Schweizer Historiker sowie Numismatiker                                                                         | 87    |       |
| 7. Juli  | Johann Urbanek                        | österreichischer Fußballspieler                                                                                 | 89    |       |
| 7. Juli  | Ruth Werner                           | deutsche Kommunistin, Agentin des sowjetischen Nachrichtendienstes GRU und Schriftstellerin                     | 93    |       |
| 8. Juli  | Fernando Albuerne                     | kubanischer Sänger                                                                                              | 79    |       |
| 8. Juli  | Hennig Brinkmann                      | deutscher klassischer Philologe                                                                                 | 98    |       |
| 8. Juli  | Roderic Coote                         | anglikanischer Bischof in Gambia und im Vereinigten Königreich                                                  | 85    |       |
| 8. Juli  | FM-2030                               | iranisch-US-amerikanischer Schriftsteller, Philosoph und Transhumanist                                          | 69    |       |
| 8. Juli  | Pierre Larthomas                      | französischer Romancier, Romanist und Literaturwissenschaftler                                                  | 85    |       |
| 8. Juli  | Otto Schnübbe                         | deutscher lutherischer Geistlicher und Landessuperintendent                                                     | 85    |       |
| 9. Juli  | Henri Gault                           | französischer Restaurantkritiker und Herausgeber des Gault Millau                                               | 70    |       |
| 9. Juli  | Herbert Hunger                        | österreichischer Byzantinist                                                                                    | 85    |       |
| 9. Juli  | Wolfgang Rotter                       | deutscher Pathologe und Hochschullehrer                                                                         | 89    |       |
| 9. Juli  | Joe Sostilio                          | US-amerikanischer Autorennfahrer                                                                                | 85    |       |
| 9. Juli  | German Werth                          | deutscher Militärhistoriker und Journalist                                                                      |       |       |
| 9. Juli  | Wolfgang Zimmermann                   | deutscher Jurist, Gewerkschafter und Senator (Bayern)                                                           | 90    |       |
| 10. Juli | Aldo Duro                             | italienischer Romanist und Lexikograf                                                                           | 84    |       |
| 10. Juli | Dick Glasser                          | US-amerikanischer Rock’n’Roll-Musiker und Komponist                                                             | 66    |       |
| 10. Juli | Joachim Langhagel                     | deutscher Orthopäde                                                                                             | 86    |       |
| 10. Juli | Dilwyn John David Lewis               | britischer Modedesigner und römisch-katholischer Priester                                                       | 76    |       |
| 10. Juli | Garland C. Misener                    | US-amerikanischer Ingenieur und Filmtechniker                                                                   | 88    |       |
| 10. Juli | Justin Pierce                         | US-amerikanischer Schauspieler                                                                                  | 25    |       |
| 10. Juli | Siegfried Schulz                      | deutscher Theologe und Hochschullehrer                                                                          | 73    |       |
| 11. Juli | Walter Gawletta                       | deutscher Fußballspieler                                                                                        | 64    |       |
| 11. Juli | Karl Ilg                              | österreichischer Volkskundler                                                                                   | 86    |       |
| 11. Juli | Fritz Weber                           | deutscher Beamter und Politiker (SPD), MdL Bayern                                                               | 79    |       |
| 12. Juli | Heinz Arnold                          | deutscher Politiker (SED), MdV                                                                                  | 79    |       |
| 12. Juli | Franz Eggenschwiler                   | schweizerischer Künstler                                                                                        | 69    |       |
| 12. Juli | Otto Gröllmann                        | deutscher Bühnenbildner und Widerstandskämpfer gegen den Nationalsozialismus                                    | 97    |       |
| 12. Juli | Heinz Schleußer                       | deutscher Gewerkschafter und Politiker (SPD), MdL                                                               | 64    |       |
| 12. Juli | Tomislav von Jugoslawien              | jugoslawischer Adeliger, bis 1941 Prinz des Königreiches der Serben, Kroaten und Slowenen (ab 1929 Königreic... | 72    |       |
| 13. Juli | Alec Derwent Hope                     | australischer Dichter und Essayist                                                                              | 92    |       |
| 13. Juli | Jan Karski                            | polnischer Offizier und Kurier der Polnischen Heimatarmee                                                       | 86    |       |
| 13. Juli | Ursula Langrock                       | deutsche Schauspielerin und Hörspielsprecherin                                                                  | 74    |       |
| 13. Juli | Mauno Rintanen                        | finnischer Fußballspieler                                                                                       | 74    |       |
| 14. Juli | Karl Friedemann                       | deutscher Widerstandskämpfer und Arbeiterfunktionär                                                             | 94    |       |
| 14. Juli | Mark Oliphant                         | australischer Physiker und Politiker                                                                            | 98    |       |
| 14. Juli | Rudolf Piechocki                      | deutscher Biologe und Hochschullehrer                                                                           | 80    |       |
| 14. Juli | René Ríos Boettiger                   | chilenischer Cartoon-Zeichner                                                                                   | 88    |       |
| 14. Juli | Stan Seidel                           | US-amerikanischer Drehbuchautor                                                                                 | 48    |       |
| 15. Juli | Christian Borchert                    | deutscher Fotograf                                                                                              | 58    |       |
| 15. Juli | Kurt Bösch                            | deutscher Unternehmer, Sammler und Mäzen                                                                        | 93    |       |
| 15. Juli | Paul Bühlmann                         | Schweizer Volksschauspieler                                                                                     | 73    |       |
| 15. Juli | Juan Filloy                           | argentinischer Schriftsteller                                                                                   | 105   |       |
| 15. Juli | Leo Hoegh                             | US-amerikanischer Politiker                                                                                     | 92    |       |
| 15. Juli | John Oslawski                         | US-amerikanischer Jazzmusiker                                                                                   | 52    |       |
| 15. Juli | John O. Pastore                       | US-amerikanischer Politiker                                                                                     | 93    |       |
| 15. Juli | Regula Pestalozzi                     | Schweizer Politikerin (FDP)                                                                                     | 78    |       |
| 15. Juli | Kalle Svensson                        | schwedischer Fußballspieler                                                                                     | 74    |       |
| 15. Juli | Paul Young                            | britischer Sänger                                                                                               | 53    |       |
| 16. Juli | Robert N. Boyd                        | US-amerikanischer Chemiker                                                                                      | 85    |       |
| 16. Juli | Igor Alexandrowitsch Domnikow         | russischer Journalist                                                                                           | 41    |       |
| 16. Juli | William Foote Whyte                   | US-amerikanischer Soziologe                                                                                     | 86    |       |
| 17. Juli | Ramon Aramon i Serra                  | spanischer Romanist und Katalanist                                                                              | 92    |       |
| 17. Juli | Pascale Audret                        | französische Schauspielerin                                                                                     | 64    |       |
| 17. Juli | Walter Dörfler                        | deutscher Bühnen- und Szenenbildner                                                                             | 78    |       |
| 17. Juli | Milton E. Mohr                        | US-amerikanischer Erfinder und Manager                                                                          | 85    |       |
| 17. Juli | Siegfried Pöhlmann                    | deutscher Politiker (NPD)                                                                                       | 77    |       |
| 17. Juli | Thomas Quinn Curtiss                  | US-amerikanischer Film- und Theaterkritiker                                                                     | 85    |       |
| 18. Juli | Roberto Contreras                     | US-amerikanischer Schauspieler                                                                                  | 71    |       |
| 18. Juli | Paul Coverdell                        | US-amerikanischer Politiker (Republikanische Partei)                                                            | 61    |       |
| 18. Juli | Horst Kunze                           | deutscher Bibliothekar, Generaldirektor der Deutschen Staatsbibliothek in Ostberlin                             | 90    |       |
| 18. Juli | Otto Steinhardt                       | deutscher Bauingenieur und Professor für Stahlbau an der Universität Karlsruhe                                  | 91    |       |
| 19. Juli | Eric Buyssens                         | belgischer Linguist, Anglist, Germanist und Französist                                                          | 90    |       |
| 19. Juli | James B. Clark                        | US-amerikanischer Filmeditor, Film- und Fernsehregisseur                                                        | 92    |       |
| 19. Juli | Eladio Dieste                         | uruguayischer Architekt und Bauingenieur                                                                        | 82    |       |
| 19. Juli | Ulrich Emmert                         | deutscher Geologe                                                                                               | 77    |       |
| 19. Juli | Liss Eriksson                         | schwedischer Bildhauer                                                                                          | 80    |       |
| 19. Juli | Franz Mosthav                         | deutscher Schauspieler, Theaterregisseur und Theaterintendant                                                   | 84    |       |
| 19. Juli | Mabel Scott                           | US-amerikanische R&B- und Gospel-Sängerin                                                                       | 85    |       |
| 19. Juli | Walter Zacharias                      | deutscher Künstler                                                                                              | 80    |       |
| 19. Juli | Claus Zander                          | deutscher Journalist und Theaterwissenschaftler                                                                 | 89    |       |
| 20. Juli | Wladimir Bagirow                      | aserbaidschanischer Schachgroßmeister                                                                           | 63    |       |
| 20. Juli | Eyvind Earle                          | US-amerikanischer Maler, Autor und Illustrator                                                                  | 84    |       |
| 20. Juli | Constanze Engelbrecht                 | deutsche Schauspielerin und Synchronsprecherin                                                                  | 50    |       |
| 20. Juni | Alan Basil de Lastic                  | römisch-katholischer Geistlicher                                                                                | 70    |       |
| 20. Juli | Thomas Paul Malone                    | kanadischer Diplomat                                                                                            | 85    |       |
| 20. Juli | James H. Morrison                     | US-amerikanischer Politiker                                                                                     | 91    |       |
| 20. Juli | Béla Rajki                            | ungarischer Wasserballtrainer                                                                                   | 91    |       |
| 20. Juli | Käthe Riemann                         | deutsche Dramaturgin und Autorin                                                                                | 72    |       |
| 20. Juli | Henning Schlüter                      | deutscher Schauspieler                                                                                          | 73    |       |
| 20. Juli | Alan Richard Schulman                 | US-amerikanischer Ägyptologe                                                                                    | 70    |       |
| 20. Juli | Roberto Suárez Gómez                  | bolivianischer Drogenhändler                                                                                    | 68    |       |
| 21. Juli | Hans Gruber                           | österreichischer Journalist und Mundartautor                                                                    | 75    |       |
| 21. Juli | Iain Hamilton                         | schottischer Komponist und Musikpädagoge                                                                        | 78    |       |
| 21. Juli | Konrad Landgraf                       | österreichischer Politiker (ÖVP), Abgeordneter zum Nationalrat, Mitglied des Bundesrates                        | 78    |       |
| 21. Juli | Annelise Löffler                      | deutsche Fotografin                                                                                             | 86    |       |
| 21. Juli | Frank Miller                          | kanadischer Politiker und 19. Premierminister von Ontario                                                       | 73    |       |
| 21. Juli | Stanojlo Rajičić                      | jugoslawischer Komponist und Musikpädagoge                                                                      | 89    |       |
| 21. Juli | Helmut Röhm                           | deutscher Agrarwissenschaftler                                                                                  | 87    |       |
| 21. Juli | Åke Senning                           | schwedischer Herzchirurg                                                                                        | 84    |       |
| 22. Juli | John Butterfield, Baron Butterfield   | britischer Mediziner und Hochschullehrer, Life Peer                                                             | 80    |       |
| 22. Juli | Alexander Dallin                      | US-amerikanischer Historiker                                                                                    | 76    |       |
| 22. Juli | Jörg Holm                             | deutscher Schauspieler                                                                                          | 60    |       |
| 22. Juli | Joseph Keul                           | deutscher Arzt, Internist, Sportmediziner und Hochschullehrer                                                   | 67    |       |
| 22. Juli | Raymond Lemieux                       | kanadischer Chemiker                                                                                            | 80    |       |
| 22. Juli | Carmen Martín Gaite                   | spanische Schriftstellerin, Übersetzerin, Drehbuchautorin und Journalistin                                      | 74    |       |
| 22. Juli | Claude Sautet                         | französischer Drehbuchautor und Filmregisseur                                                                   | 76    |       |
| 22. Juli | Johannes Trienes                      | deutscher Ministerialbeamter und Manager                                                                        | 82    |       |
| 22. Juli | Yusuf Tunaoğlu                        | türkischer Fußballspieler                                                                                       |       |       |
| 23. Juli | Johannes Dyba                         | katholischer Bischof von Fulda                                                                                  | 70    |       |
| 23. Juli | Hans W. Hamacher                      | deutscher Schauspieler und Synchronsprecher                                                                     | 80    |       |
| 23. Juli | Anatoli Georgijewitsch Kusnezow       | russischer Schachkomponist                                                                                      | 68    |       |
| 23. Juli | Vittorio Mangano                      | italienischer Krimineller und Mörder                                                                            | 59    |       |
| 23. Juli | Heinrich von Soden-Fraunhofen         | deutscher Geistlicher, Weihbischof der Erzdiözese München und Freising                                          | 79    |       |
| 24. Juli | George Bailey                         | britischer Hindernis- und Langstreckenläufer                                                                    | 94    |       |
| 24. Juli | Anatoli Wassiljewitsch Firsow         | russischer Eishockeyspieler                                                                                     | 59    |       |
| 24. Juli | Pierre Hardy                          | französischer Sportschütze                                                                                      | 92    |       |
| 24. Juli | Ahmad Schamlou                        | persischer Dichter                                                                                              | 74    |       |
| 24. Juli | Oscar Shumsky                         | US-amerikanischer Geiger und Musikpädagoge                                                                      | 83    |       |
| 24. Juli | George Wood                           | US-amerikanischer Schauspieler                                                                                  | 80    |       |
| 25. Juli | Max Bair                              | österreichischer Kommunist, Freiwilliger im spanischen Bürgerkrieg und Widerstandskämpfer                       | 83    |       |
| 25. Juli | Rudi Faßnacht                         | deutscher Fußballspieler und -trainer                                                                           | 65    |       |
| 25. Juli | Christian Götz                        | deutscher Gewerkschafter                                                                                        | 60    |       |
| 25. Juli | Ruben López Furst                     | argentinischer Jazzmusiker und Komponist                                                                        | 63    |       |
| 25. Juli | Christian Marty                       | französischer Pilot                                                                                             | 53    |       |
| 25. Juli | Julia Pirotte                         | polnische Fotografin und Fotojournalistin                                                                       | 92    |       |
| 25. Juli | Charlotte Schreiber-Just              | deutsche Schauspielerin und Hörspielsprecherin                                                                  | 85    |       |
| 25. Juli | Günter Schwarz                        | deutscher Politiker (SPD), MdL                                                                                  | 68    |       |
| 26. Juli | Günther Hennerici                     | deutscher Motorsportteamchef                                                                                    | 75    |       |
| 26. Juli | John W. Tukey                         | US-amerikanischer Statistiker                                                                                   | 85    |       |
| 27. Juli | Peter Keenan                          | britischer Boxer                                                                                                | 71    |       |
| 27. Juli | Edward K. Perry                       | US-amerikanischer Bischof                                                                                       | 73    |       |
| 27. Juli | Albert Pfitzer                        | deutscher Verwaltungsjurist                                                                                     | 87    |       |
| 27. Juli | Heiner Rothfuchs                      | deutscher Hochschullehrer und Illustrator                                                                       | 87    |       |
| 27. Juli | Jussup Edilbekowitsch Soslambekow     | tschetschenischer Politiker                                                                                     |       |       |
| 27. Juli | Asep Wildan                           | indonesischer Vulkanologe und Geophysiker                                                                       |       |       |
| 28. Juli | Heinz Hötter                          | deutscher Komponist, Dirigent und Jazzpianist                                                                   | 76    |       |
| 28. Juli | Joachim Lehmann                       | deutscher Maler                                                                                                 | 64    |       |
| 28. Juli | Leslie Martin                         | englischer Architekt, und Vertreter des sogenannten International Style                                         | 91    |       |
| 28. Juli | Abraham Pais                          | niederländischer Physiker und Quantenfeldtheoretiker                                                            | 82    |       |
| 28. Juli | Hannes Rosenow                        | deutscher Maler                                                                                                 | 75    |       |
| 29. Juli | Hendrik Jacobus Coetsee               | südafrikanischer Politiker                                                                                      | 69    |       |
| 29. Juli | René Favaloro                         | argentinischer Arzt                                                                                             | 77    |       |
| 29. Juli | Ulrich Goerdeler                      | deutscher Politiker (CDU), MdL                                                                                  | 87    |       |
| 29. Juli | Åke Hodell                            | schwedischer Lautdichter und Multimediakünstler                                                                 | 81    |       |
| 29. Juli | Lothar Quinte                         | deutscher Maler der Avantgarde                                                                                  | 77    |       |
| 30. Juli | Werner Cyprys                         | deutscher Komponist, Liedtexter, Sänger und Musikproduzent                                                      | 78    |       |
| 30. Juli | Hermann Gablenz                       | deutscher Motorradrennfahrer                                                                                    | 87    |       |
| 30. Juli | Sergei Wassiljewitsch Kerow           | russischer Mathematiker                                                                                         | 54    |       |
| 30. Juli | Néstor Real                           | argentinischer Tangosänger                                                                                      | 66    |       |
| 30. Juli | Max Showalter                         | US-amerikanischer Schauspieler und Komponist                                                                    | 83    |       |
| 31. Juli | Wolfgang von Groote                   | deutscher Offizier und Militärhistoriker                                                                        | 88    |       |
| 31. Juli | Hendrik Christoffel van de Hulst      | niederländischer Astrophysiker                                                                                  | 81    |       |
| 31. Juli | Maurice Karl                          | deutscher Schauspieler                                                                                          | 22    |       |
| 31. Juli | William Maxwell                       | US-amerikanischer Journalist und Schriftsteller                                                                 | 91    |       |
| 31. Juli | Thomas Wolff                          | US-amerikanischer Mathematiker                                                                                  | 46    |       |
| Juli     | Carlos Pizarro                        | puerto-ricanischer Sänger                                                                                       | 79    |       |

## August
| Tag        | Name                                | Beruf, bekannt als                                                                                      | Alter | Beleg |
| ---------- | ----------------------------------- | --- | ----- | ----- |
| 1. August  | Angèle Albrecht                     | deutsche Tänzerin                                                                                       | 57    |       |
| 1. August  | Hans Peter Braun                    | deutscher Politiker                                                                                     | 64    |       |
| 1. August  | Louis-Henri Lemirre                 | französischer Bogenschütze                                                                              | 71    |       |
| 1. August  | Steve McCrory                       | US-amerikanischer Boxer                                                                                 | 36    |       |
| 1. August  | Benedetto Pola                      | italienischer Radrennfahrer                                                                             | 85    |       |
| 1. August  | Federico Quintana Achával           | argentinischer Diplomat                                                                                 | 90    |       |
| 1. August  | Karl Reinthaler                     | österreichischer Politiker (SPPÖ), Bürgermeister von Saalfelden, Salzburger Landtagsabgeordneter        | 86    |       |
| 2. August  | Tadeusz Drążkowski                  | polnischer Radrennfahrer                                                                                | 67    |       |
| 2. August  | Dieter Gogg                         | österreichischer Kabarettist, Schriftsteller, Komponist, Chansonnier, Drehbuch- und Hörfunk-Autor       | 62    |       |
| 2. August  | Fernand Graton                      | kanadischer Dirigent, Chorleiter und Musikpädagoge                                                      | 79    |       |
| 2. August  | Georg von Hatzfeld                  | deutscher Verleger                                                                                      | 71    |       |
| 2. August  | Jan Holschuh                        | deutscher Bildhauer und Designer                                                                        | 90    |       |
| 2. August  | Aleksandar Hristov                  | jugoslawischer bzw. mazedonischer Rechtswissenschaftler                                                 | 86    |       |
| 2. August  | Hans Maaß                           | norddeutscher Maler                                                                                     | 85    |       |
| 2. August  | Jan Mertens                         | niederländischer Gewerkschaftsfunktionär und Politiker                                                  | 84    |       |
| 2. August  | Adolf Scherbaum                     | böhmischer Trompeter                                                                                    | 90    |       |
| 2. August  | Simon Stefani                       | albanischer Politiker                                                                                   | 71    |       |
| 2. August  | Beda Thum                           | deutscher Geistlicher, Benediktiner und Professor für Philosophie in Salzburg und Wien                  | 98    |       |
| 3. August  | Otto Krüger                         | deutscher Tänzer, Choreograf und Ballettmeister                                                         | 87    |       |
| 3. August  | Joann Lõssov                        | sowjetischer Basketballspieler und -trainer                                                             | 78    |       |
| 3. August  | Mirian Zalkalamanidse               | georgischer Ringer                                                                                      | 73    |       |
| 4. August  | Franz Xaver Geisenhofer             | deutscher Politiker (CSU), MdB                                                                          | 85    |       |
| 4. August  | Marcos Gregorio McGrath             | römisch-katholischer Geistlicher, Erzbischof von Panama                                                 | 76    |       |
| 4. August  | Michael Szwarc                      | US-amerikanischer Chemiker                                                                              | 91    |       |
| 4. August  | Weronika Leonidowna Woronina        | sowjetisch-russische Architektin und Historikerin                                                       | 90    |       |
| 5. August  | Karl Bönninger                      | deutscher Rechtswissenschaftler                                                                         | 75    |       |
| 5. August  | Emin Chatschaturjan                 | armenischer Dirigent und Komponist                                                                      | 70    |       |
| 5. August  | Afrânio Coutinho                    | brasilianischer Literaturkritiker und Autor                                                             | 89    |       |
| 5. August  | Tullio Crali                        | italienischer Maler des Futurismus                                                                      | 89    |       |
| 5. August  | Alec Guinness                       | englischer Schauspieler                                                                                 | 86    |       |
| 5. August  | Katharina Katzenmaier               | deutsche katholische Nonne und NS-Opfer                                                                 | 82    |       |
| 5. August  | Curt-Christoph von Pfuel            | deutscher Jurist, leitendes Mitglied des Deutschen Bauernverbandes                                      | 92    |       |
| 5. August  | Otto Wiener                         | österreichischer Opernsänger (Bariton)                                                                  | 89    |       |
| 6. August  | Raymond J. Broderick                | US-amerikanischer Jurist und Politiker                                                                  | 86    |       |
| 6. August  | Danielle Corbin                     | französische Linguistin und Romanistin                                                                  | 54    |       |
| 6. August  | Michael Joseph Kaniecki             | US-amerikanischer Geistlicher, Bischof von Fairbanks                                                    | 65    |       |
| 6. August  | Klaus Linkenbach                    | deutscher Kirchenmusiker und Komponist                                                                  | 68    |       |
| 6. August  | Karl Rössel-Majdan                  | österreichischer Kulturwissenschaftler, Anthroposoph und Widerstandskämpfer                             | 83    |       |
| 6. August  | Raúl Sanguineti                     | argentinischer Schachspieler                                                                            | 67    |       |
| 6. August  | Albert Schlunegger                  | Schweizer Skirennfahrer und Trainer                                                                     | 62    |       |
| 6. August  | Arthur Harold Stone                 | britischer Mathematiker                                                                                 | 83    |       |
| 6. August  | Joan Trimble                        | irische Komponistin                                                                                     | 85    |       |
| 7. August  | Samuel Ekpe Akpabot                 | nigerianischer Komponist                                                                                | 67    |       |
| 7. August  | Michael Benjamin                    | deutscher Politiker (PDS)                                                                               | 67    |       |
| 7. August  | Jean-Charles Biaudet                | Schweizer Politikwissenschaftler und Historiker                                                         | 90    |       |
| 7. August  | Hubertus Grunhofer                  | deutscher Sanitätsoffizier                                                                              | 78    |       |
| 7. August  | Mary Anne MacLeod Trump             | Mutter von Donald Trump                                                                                 | 88    |       |
| 8. August  | Luigi Bonos                         | italienischer Schauspieler                                                                              | 90    |       |
| 8. August  | Günter Goetzendorff                 | deutscher Politiker (WAV, NRP), MdB                                                                     | 83    |       |
| 8. August  | S. Nijalingappa                     | indischer Politiker                                                                                     | 97    |       |
| 8. August  | Rein Renke                          | estnischer Radrennfahrer                                                                                | 72    |       |
| 8. August  | Kermit Roosevelt junior             | US-amerikanischer CIA-Agent                                                                             | 84    |       |
| 8. August  | Rita Trapanese                      | italienische Eiskunstläuferin                                                                           | 49    |       |
| 8. August  | John F. Warren                      | US-amerikanischer Kameramann                                                                            | 91    |       |
| 9. August  | John Harsanyi                       | ungarisch-US-amerikanischer Wirtschaftswissenschaftler                                                  | 80    |       |
| 9. August  | Friedrich von Hausegger             | deutscher Violinist und Musikpädagoge                                                                   | 87    |       |
| 9. August  | Lotte Paepcke                       | deutsch-jüdische Schriftstellerin                                                                       | 90    |       |
| 9. August  | Ilse Schumann                       | deutsche Politikerin (SPD), MdB                                                                         | 61    |       |
| 9. August  | Witalij Staruchin                   | sowjetischer Fußballspieler                                                                             | 51    |       |
| 9. August  | Herb Thomas                         | US-amerikanischer NASCAR-Rennfahrer und Meister                                                         | 77    |       |
| 9. August  | Lewis Wilson                        | US-amerikanischer Schauspieler                                                                          | 80    |       |
| 9. August  | Orlando Yorio                       | argentinischer Ordensgeistlicher                                                                        | 67    |       |
| 10. August | Robert Manuel Cook                  | britischer Klassischer Archäologe                                                                       | 91    |       |
| 10. August | Suzanne Danco                       | belgische Sopranistin                                                                                   | 89    |       |
| 10. August | Walter E. Lautenbacher              | deutscher Fotograf                                                                                      | 80    |       |
| 10. August | Joan Marsh                          | US-amerikanische Schauspielerin und Geschäftsfrau                                                       | 86    |       |
| 10. August | Max Sefrin                          | deutscher Politiker (CDU), MdV, Stellvertretender Ministerpräsident und Minister für Gesundheit der DDR | 86    |       |
| 11. August | Andreas Blaschczok                  | deutscher Jurist und Professor an der Universität Leipzig                                               | 47    |       |
| 11. August | Otto Czarski                        | deutscher Schauspieler und Synchronsprecher                                                             | 80    |       |
| 11. August | P. Jairaj                           | indischer Filmschauspieler und Filmregisseur                                                            | 90    |       |
| 11. August | Jean Papineau-Couture               | kanadischer Komponist                                                                                   | 83    |       |
| 11. August | Constantin Zureik                   | syrischer Geschichtswissenschaftler                                                                     | 91    |       |
| 12. August | Eliahu Ben-Elissar                  | israelischer Politiker und Diplomat                                                                     | 68    |       |
| 12. August | William Bradley                     | britischer Automobilrennfahrer                                                                          | 68    |       |
| 12. August | Jean Carzou                         | französischer Künstler                                                                                  | 93    |       |
| 12. August | Stefan Fink                         | deutscher Bürgermeister und Kommunalpolitiker                                                           | 91    |       |
| 12. August | Max Grießer                         | bayerischer Volksschauspieler und Sänger österreichischer Herkunft                                      | 71    |       |
| 12. August | Fritz Latendorf                     | deutscher Politiker (CDU), MdL                                                                          | 76    |       |
| 12. August | Loretta Young                       | US-amerikanische Schauspielerin                                                                         | 87    |       |
| 13. August | Klaus Bargsten                      | deutscher Marineoffizier, U-Boot-Kommandant und Ritterkreuzträger im Zweiten Weltkrieg                  | 88    |       |
| 13. August | António de Castro Xavier Monteiro   | portugiesischer Geistlicher und Bischof von Lamego (1972–1995)                                          | 80    |       |
| 13. August | Ria Deeg                            | deutsche Politikerin (SPD, KPD, DKP) und Widerstandskämpferin gegen den Nationalsozialismus             | 92    |       |
| 13. August | Arthur Antony Duff                  | britischer Botschafter                                                                                  | 80    |       |
| 13. August | Nazia Hassan                        | britisch-pakistanische Sängerin                                                                         | 35    |       |
| 13. August | Franca Kastein                      | deutsche Schauspielerin                                                                                 |       |       |
| 13. August | Reinhold Georg Müller               | deutscher Bildhauer                                                                                     | 63    |       |
| 13. August | Paul Rohloff                        | deutscher Politiker (CDU), MdL                                                                          | 87    |       |
| 13. August | Fritz Winckel                       | österreichisch-deutscher Akustiker, Pionier der elektronischen Musik                                    | 93    |       |
| 14. August | Walter Benton                       | US-amerikanischer Jazz-Tenorsaxophonist                                                                 | 69    |       |
| 14. August | John Boland                         | irischer Politiker                                                                                      | 55    |       |
| 14. August | David Cushman                       | US-amerikanischer Chemiker                                                                              | 60    |       |
| 14. August | Alain Fournier                      | französischer Hochschullehrer                                                                           | 56    |       |
| 14. August | Siegfried Kademann                  | deutscher Maschinenbauingenieur                                                                         | 75    |       |
| 14. August | Alfred Rieck                        | deutscher Ruderer                                                                                       | 86    |       |
| 14. August | Robert Simon                        | französischer Pfarrer und Wasserspringer                                                                | 87    |       |
| 14. August | Winfried Steffani                   | deutscher Politikwissenschaftler                                                                        | 73    |       |
| 15. August | Walter Brauneis                     | österreichischer Gewerkschafter und Politiker (SPÖ), Abgeordneter zum Nationalrat                       | 80    |       |
| 15. August | Helmut Coing                        | deutscher Rechtswissenschaftler                                                                         | 88    |       |
| 15. August | Fred Gebhardt                       | deutscher Politiker (SPD), MdL                                                                          | 72    |       |
| 15. August | Josef Franz Karl Huber              | österreichischer Chemiker                                                                               | 75    |       |
| 15. August | Willy Linder                        | Schweizer Ökonom, Journalist und Moderator                                                              | 78    |       |
| 15. August | Robert Swink                        | US-amerikanischer Filmeditor                                                                            | 82    |       |
| 15. August | Edward Craven Walker                | englischer Wissenschaftler                                                                              | 82    |       |
| 15. August | Lancelot Ware                       | englischer Rechtsanwalt und Mitgründer von Mensa International                                          | 85    |       |
| 16. August | Maria Berner                        | österreichische Widerstandskämpferin und Gewerkschafterin                                               | 96    |       |
| 16. August | Hans Ludwig                         | österreichischer Politiker (SPÖ), Landtagsabgeordneter, Abgeordneter zum Nationalrat                    | 68    |       |
| 16. August | Walter Josef Meyer                  | deutscher Politiker (SPD), Landrat im Kreis Aachen (1989–1994)                                          | 62    |       |
| 16. August | Renu Saluja                         | indische Filmeditorin                                                                                   | 48    |       |
| 16. August | Urs Martin Strub                    | Schweizer Psychiater, Lyriker und Essayist                                                              | 90    |       |
| 16. August | Arthur West                         | österreichischer Schriftsteller und Journalist                                                          | 77    |       |
| 17. August | Erich Borchmeyer                    | deutscher Leichtathlet                                                                                  | 95    |       |
| 17. August | Franco Donatoni                     | italienischer Komponist                                                                                 | 73    |       |
| 17. August | Robert Gilruth                      | US-amerikanischer Raumfahrtpionier, erster Direktor des Lyndon B. Johnson Space Center der NASA         | 86    |       |
| 17. August | Louis Edmund Hagen                  | deutscher Autor und Filmproduzent                                                                       | 84    |       |
| 17. August | Stephan Körner                      | britischer Philosoph                                                                                    | 86    |       |
| 17. August | Emil Petaja                         | US-amerikanischer Science-Fiction- und Fantasy-Autor                                                    | 85    |       |
| 17. August | Hans Diedrich von Tiesenhausen      | deutscher Offizier, zuletzt Kapitänleutnant                                                             | 87    |       |
| 18. August | Rudolf Aitzetmüller                 | österreichischer Slawist                                                                                | 76    |       |
| 18. August | Germain Coffi Gadeau                | afrikanischer Schriftsteller                                                                            |       |       |
| 18. August | Ola Rotimi                          | nigerianischer Schriftsteller                                                                           | 62    |       |
| 18. August | Helmut Weiß                         | deutscher Schriftsteller                                                                                | 87    |       |
| 19. August | Horst Büchler                       | deutscher Politiker (LP, BHE, DRP), MdL                                                                 | 93    |       |
| 19. August | Luce Fabbri                         | uruguayisch-italienische Anarchistin und Publizistin                                                    | 92    |       |
| 19. August | Teo Jakob                           | Schweizer Innenarchitekt                                                                                |       |       |
| 19. August | Harry Frederick Oppenheimer         | südafrikanischer Geschäftsmann                                                                          | 91    |       |
| 19. August | Lee Sholem                          | US-amerikanischer Filmregisseur                                                                         | 87    |       |
| 19. August | Bodo Spiethoff                      | deutscher Ökonom und Schriftsteller                                                                     | 82    |       |
| 20. August | Henry Austin                        | englischer Tennisspieler                                                                                | 94    |       |
| 20. August | Lillie Claus                        | österreichische Opernsängerin                                                                           | 95    |       |
| 20. August | Silvio Francesco                    | italienischer Entertainer, Sänger und Schauspieler                                                      | 73    |       |
| 20. August | Henri Theil                         | niederländischer Ökonometriker                                                                          | 75    |       |
| 20. August | Werner Walter                       | deutscher Fußballspieler                                                                                | 61    |       |
| 20. August | Siegfried Wünsche                   | deutscher Motorradrennfahrer                                                                            | 84    |       |
| 21. August | Luzi Kryn                           | deutsche Schauspielerin                                                                                 | 81    |       |
| 21. August | Daniel Lisulo                       | sambischer Politiker                                                                                    | 69    |       |
| 21. August | Giuseppe Medici                     | italienischer Politiker                                                                                 | 92    |       |
| 21. August | Klemens Pleyer                      | deutscher Rechtswissenschaftler                                                                         | 79    |       |
| 21. August | Ellen Schlüchter                    | deutsche Rechtswissenschaftlerin                                                                        | 62    |       |
| 21. August | Bubi Scholz                         | deutscher Boxer                                                                                         | 70    |       |
| 21. August | John H. Wotiz                       | tschechisch-US-amerikanischer Chemiker                                                                  | 81    |       |
| 21. August | Andrzej Zawada                      | polnischer Alpinist, Tatra-Bergsteiger und studierter Seismologe                                        | 72    |       |
| 22. August | Əbülfəz Elçibəy                     | aserbaidschanischer Politiker und Kulturwissenschaftler                                                 | 62    |       |
| 22. August | Charles Kalani, Jr.                 | US-amerikanischer Wrestler, Boxer, College Footballspieler, Soldat, Material Arts List und Schauspieler | 70    |       |
| 23. August | Anthony Corallo                     | US-amerikanischer Mobster                                                                               | 87    |       |
| 23. August | Manfred Fuchs                       | deutscher Fußballspieler                                                                                | 76    |       |
| 23. August | Margot Höpfner                      | deutsche Tänzerin, Schauspielerin, Regisseurin und Schauspiellehrerin                                   | 88    |       |
| 23. August | Patricia Jones                      | kanadische Sprinterin                                                                                   | 69    |       |
| 23. August | Peter Krusche                       | lutherischer Theologe                                                                                   | 76    |       |
| 23. August | Max Midinet                         | deutscher Balletttänzer                                                                                 | 52    |       |
| 23. August | Helmut de Voss                      | deutscher Landwirt, Offizier und Verlagsbuchhändler                                                     | 83    |       |
| 24. August | Renato Dionisi                      | italienischer Komponist und Musikpädagoge                                                               | 90    |       |
| 24. August | Herbert Eichhorn                    | deutscher Landwirt, landwirtschaftlicher Buchhalter, Diplomstaatswissenschaftler, Politiker (DBD), MdV  | 79    |       |
| 24. August | Andy Hug                            | Schweizer Kampfsportler, Europa- und Weltmeister im Kickboxen, Thaiboxen und K-1                        | 35    |       |
| 24. August | Paul Pieper                         | deutscher Kunsthistoriker                                                                               | 88    |       |
| 24. August | Tatjana Michailowna Rjabuschinskaja | russische Balletttänzerin                                                                               | 83    |       |
| 25. August | Carl Barks                          | US-amerikanischer Maler, Cartoonist und Texter                                                          | 99    |       |
| 25. August | Cliff Bruner                        | US-amerikanischer Country-Musiker                                                                       | 85    |       |
| 25. August | Hans-Georg Ernst                    | deutscher Generalleutnant der NVA in der DDR                                                            | 79    |       |
| 25. August | John Florea                         | US-amerikanischer Fotograf und Filmregisseur                                                            | 84    |       |
| 25. August | Jack Nitzsche                       | US-amerikanischer Pianist und Komponist                                                                 | 63    |       |
| 25. August | Bona Tibertelli de Pisis            | französische Autorin und Malerin                                                                        | 73    |       |
| 25. August | Ivan Stambolić                      | jugoslawischer Politiker                                                                                | 63    |       |
| 25. August | Amalia de la Vega                   | uruguayische Sängerin                                                                                   | 81    |       |
| 26. August | Léon David                          | französischer Politiker                                                                                 | 99    |       |
| 26. August | Kurt Dehn                           | deutscher Volksmusiker                                                                                  | 80    |       |
| 26. August | Anton Janko                         | deutscher katholischer Theologe                                                                         | 90    |       |
| 26. August | Odette Joyeux                       | französische Schauspielerin und Schriftstellerin                                                        | 85    |       |
| 26. August | Norbert Leduc                       | deutscher Heimatforscher und Autor                                                                      | 75    |       |
| 26. August | Charles Arthur Musès                | US-amerikanischer Ethnologe, Archäologe und Herausgeber                                                 | 81    |       |
| 26. August | Lynden O. Pindling                  | bahamaischer Politiker, Premierminister der Bahamas (1967–1992)                                         | 70    |       |
| 26. August | Egidio Sampieri                     | römisch-katholischer Ordensgeistlicher und Apostolischer Vikar von Alexandria in Ägypten                | 72    |       |
| 26. August | Armando Corrêa da Silva             | brasilianischer Geograph                                                                                | 68    |       |
| 26. August | Thomas Ypsilantis                   | US-amerikanischer Physiker                                                                              | 72    |       |
| 26. August | Wojciech Żukrowski                  | polnischer Schriftsteller                                                                               | 84    |       |
| 27. August | Ulrike Butz                         | deutsche Schauspielerin und Fotomodell                                                                  | 46    |       |
| 27. August | Lia Dultzkaya                       | österreichisch-israelische Schauspielerin und Musicaldarstellerin                                       | 81    |       |
| 27. August | Joseph Lloyd Hogan                  | US-amerikanischer Geistlicher, Bischof von Rochester                                                    | 84    |       |
| 27. August | Edmund Karp                         | estnischer Fußballspieler                                                                               | 86    |       |
| 27. August | Hans-Martin Theopold                | deutscher Pianist, Musikpädagoge                                                                        | 96    |       |
| 28. August | Walter Gotschke                     | deutscher Grafiker, Pressezeichner und Automobil-Illustrator                                            | 87    |       |
| 28. August | Manfred Krendl                      | österreichischer Politiker (ÖVP), Landtagsabgeordneter, Mitglied des Bundesrates                        | 66    |       |
| 28. August | Walter Lichtenberger                | deutscher Jurist und Politiker (CDU), MdL                                                               | 94    |       |
| 28. August | Manuel Muñoz Cortés                 | spanischer Romanist, Linguist und Hispanist                                                             | 85    |       |
| 28. August | Josep Roca-Pons                     | spanischer Romanist, Hispanist und Katalanist, der in den Vereinigten Staaten wirkte                    | 85    |       |
| 28. August | Friedrich Wilhelm zu Wied           | deutscher Unternehmer, Mäzen und Oberhaupt des Hauses Wied-Neuwied                                      | 69    |       |
| 29. August | Shelagh Fraser                      | britische Schauspielerin und Schriftstellerin                                                           | 79    |       |
| 29. August | Eduardo Guedes                      | portugiesischer Regisseur                                                                               | 59    |       |
| 29. August | Joe Hackbarth                       | deutscher Jazzmusiker und Maler                                                                         | 69    |       |
| 29. August | Rose Hobart                         | US-amerikanische Schauspielerin                                                                         | 94    |       |
| 29. August | Conrad Marca-Relli                  | US-amerikanischer Maler italienischer Abstammung                                                        | 87    |       |
| 30. August | Addi Furler                         | deutscher Sportjournalist                                                                               | 67    |       |
| 30. August | Albrecht Kleinschmidt               | deutscher Mediziner und Mikrobiologe                                                                    | 84    |       |
| 30. August | Joseph H. Lewis                     | US-amerikanischer Film- und Fernsehregisseur                                                            | 93    |       |
| 30. August | Gertrud Katja Loos                  | deutsche Organistin und Musiktherapeutin                                                                | 84    |       |
| 30. August | Iggy Quail                          | guyanisch-britischer Jazz- und Pop-Pianist                                                              | 74    |       |
| 31. August | Jacques Allières                    | französischer Romanist, Dialektologe und Baskologe                                                      | 70    |       |
| 31. August | Nodar Gabunia                       | georgischer Komponist und Pianist                                                                       | 67    |       |
| 31. August | Joan Hartigan                       | australische Tennisspielerin                                                                            | 88    |       |
| 31. August | Leslie Wilson Johnson               | australischer Diplomat                                                                                  | 84    |       |
| 31. August | Klaus Miedel                        | deutscher Schauspieler und Synchronsprecher                                                             | 85    |       |
| 31. August | Patricia Owens                      | US-amerikanische Schauspielerin                                                                         | 75    |       |
| 31. August | John Alexander Simpson              | US-amerikanischer Physiker                                                                              | 83    |       |
| 31. August | Arnold Sywottek                     | deutscher Historiker                                                                                    | 58    |       |
| August     | Vassilis Ephremidis                 | griechischer Politiker der Kommunistischen Partei Griechenlands, MdEP                                   | 84    |       |
| August     | Suzuki Yasuo                        | japanischer Fußballspieler                                                                              | 87    |       |

## September
| Tag           | Name                                            | Beruf, bekannt als                                                                                              | Alter | Beleg |
| ------------- | ----------------------------------------------- | --- | ----- | ----- |
| 1. September  | Barbara Brooke, Baroness Brooke of Ystradfellte | britische Politikerin (Conservative Party)                                                                      | 92    |       |
| 1. September  | August Lütke-Westhues                           | deutscher Vielseitigkeitsreiter                                                                                 | 74    |       |
| 1. September  | Ernst Ohst                                      | deutscher Maler, Grafiker und Karikaturist                                                                      | 85    |       |
| 1. September  | Franklin Paul Peterson                          | US-amerikanischer Mathematiker                                                                                  | 70    |       |
| 2. September  | Vicente Asensi                                  | spanischer Fußballspieler                                                                                       | 81    |       |
| 2. September  | J.R. Curtis                                     | US-amerikanischer Unternehmer und Politiker                                                                     | 55    |       |
| 2. September  | Maurice Descotes                                | französischer Romanist, Literaturwissenschaftler und Diplomat                                                   | 77    |       |
| 2. September  | Heinz Harmel                                    | deutscher SS-Brigadeführer und Generalmajor der Waffen-SS                                                       | 94    |       |
| 2. September  | Hans-Joachim Schulz-Merkel                      | deutscher Sanitätsoffizier und Medizinalbeamter                                                                 | 87    |       |
| 2. September  | Curt Siodmak                                    | deutsch-US-amerikanischer Drehbuch- und Science-Fiction-Autor                                                   | 98    |       |
| 3. September  | Edward Anhalt                                   | US-amerikanischer Drehbuchautor                                                                                 | 86    |       |
| 3. September  | Oldřich Daněk                                   | tschechischer Dramatiker, Schriftsteller, Regisseur und Drehbuchautor                                           | 73    |       |
| 3. September  | Indriði G. Þorsteinsson                         | isländischer Schriftsteller und Journalist                                                                      | 74    |       |
| 3. September  | Magali Pache                                    | Schweizer Radrennfahrerin                                                                                       | 22    |       |
| 3. September  | Jean Soubeyran                                  | französischer Schauspieler, Pantomime und Regisseur                                                             | 79    |       |
| 4. September  | David Brown                                     | US-amerikanischer Rockmusiker                                                                                   | 53    |       |
| 4. September  | Mihály Mayer                                    | ungarischer Wasserballspieler                                                                                   | 66    |       |
| 4. September  | Antonio Ruberti                                 | italienischer Politiker                                                                                         | 73    |       |
| 4. September  | Daisy Spies                                     | deutsche Tänzerin und Choreographin                                                                             | 94    |       |
| 4. September  | Augusto Vargas Alzamora                         | peruanischer Geistlicher, Erzbischof von Lima und Kardinal der römisch-katholischen Kirche                      | 77    |       |
| 5. September  | Carlo M. Cipolla                                | italienischer Wirtschaftshistoriker und Schriftsteller                                                          | 78    |       |
| 5. September  | Stephan von Huene                               | US-amerikanischer Künstler deutscher Herkunft                                                                   | 67    |       |
| 5. September  | George Musso                                    | US-amerikanischer American-Football-Spieler, Unternehmer und Polizeibeamter                                     | 90    |       |
| 5. September  | Gian Luigi Polidoro                             | italienischer Filmregisseur und Drehbuchautor                                                                   | 72    |       |
| 6. September  | David E. Bell                                   | US-amerikanischer Politiker                                                                                     | 81    |       |
| 6. September  | Marion Tinsley Bennett                          | US-amerikanischer Jurist und Politiker                                                                          | 86    |       |
| 6. September  | Donald Gallup                                   | US-amerikanischer Literaturwissenschaftler, Bibliothekar und Bibliograph                                        | 87    |       |
| 6. September  | Goede Gendrich                                  | deutscher Forstmann und Autor                                                                                   | 87    |       |
| 6. September  | Olivio Mendonça Moruk                           | Milizenführer in Osttimor, Kriegsverbrecher                                                                     |       |       |
| 6. September  | Abdul Haris Nasution                            | indonesischer General und Politiker                                                                             | 81    |       |
| 6. September  | Nino Ramischwili                                | georgische Balletttänzerin und Choreografin                                                                     | 90    |       |
| 6. September  | Fritz Ruchay                                    | deutscher Fußballspieler                                                                                        | 90    |       |
| 6. September  | Jürgen Schütze                                  | deutscher Bahnradsportler                                                                                       | 49    |       |
| 6. September  | Jiří Sovák                                      | tschechischer Schauspieler                                                                                      | 79    |       |
| 6. September  | Roger Verey                                     | polnischer Ruderer                                                                                              | 88    |       |
| 7. September  | Hanna Breidinger-Spohr                          | deutsche Malerin und Holzschnitt-Künstlerin                                                                     | 78    |       |
| 7. September  | Dietrich Knothe                                 | deutscher Dirigent und Chorleiter                                                                               | 71    |       |
| 7. September  | Siegfried Lauterwasser                          | deutscher Fotograf                                                                                              | 87    |       |
| 7. September  | Günter Lüttge                                   | deutscher Politiker (SPD), MdL, MdEP                                                                            | 62    |       |
| 7. September  | Virgil Săhleanu                                 | rumänischer Metallarbeiter und Gewerkschaftsaktivist                                                            | 54    |       |
| 8. September  | Enrique Alessio                                 | argentinischer Bandoneonist, Arrangeur und Komponist                                                            | 82    |       |
| 8. September  | Heinrich Clavey                                 | deutscher Politiker (SPD), MdL                                                                                  | 82    |       |
| 8. September  | Raul Roulien                                    | brasilianischer Schauspieler, Drehbuchautor, Filmregisseur, Filmproduzent, Songwriter, Komponist, Pianist, S... | 94    |       |
| 9. September  | Herbert Friedman                                | US-amerikanischer Physiker                                                                                      | 84    |       |
| 9. September  | Chuck Holmes                                    | US-amerikanischer Pornofilmproduzent und -regisseur                                                             | 55    |       |
| 9. September  | Rita-Maria Nowotny                              | deutsche Schauspielerin                                                                                         | 75    |       |
| 9. September  | Veerasamy Ringadoo                              | mauritischer Präsident                                                                                          | 79    |       |
| 9. September  | Julius Schulman                                 | US-amerikanischer Violinist                                                                                     | 84    |       |
| 10. September | Martin Einsele                                  | deutscher Stadtplaner und Hochschullehrer                                                                       | 72    |       |
| 10. September | William Nierenberg                              | US-amerikanischer Physiker                                                                                      | 81    |       |
| 11. September | Herbert H. Bateman                              | US-amerikanischer Politiker                                                                                     | 72    |       |
| 11. September | Joe Dale                                        | englischer Fußballspieler                                                                                       | 79    |       |
| 11. September | Natalja Grigorjewna Gorbunowa                   | sowjetisch-russische Prähistorikerin                                                                            | 73    |       |
| 11. September | Gerhard Hamann                                  | deutscher Musiker (Cellist) und Hochschullehrer für Violoncello                                                 | 65    |       |
| 11. September | William W. Quinn                                | US-amerikanischer Offizier, Generalleutnant der US-Army                                                         | 92    |       |
| 11. September | Hans W. Sachs                                   | deutscher Pathologe, Gerichtsmediziner und Hochschullehrer                                                      | 88    |       |
| 11. September | Enver Şimşek                                    | türkischer Blumenhändler, erstes Opfer der Mordserie der rechtsradikalen terroristischen Vereinigung „Nation... | 38    |       |
| 11. September | Joe Skubitz                                     | US-amerikanischer Politiker                                                                                     | 94    |       |
| 11. September | Martin James Monti                              | US-amerikanischer Kampfpilot und Deserteur                                                                      | 78    |       |
| 12. September | Peter Kolbert                                   | österreichischer Musiker                                                                                        | 45    |       |
| 12. September | Konrad Kujau                                    | deutscher Kunstfälscher, Fälscher der Hitler-Tagebücher                                                         | 62    |       |
| 12. September | Alfredo Pasotti                                 | italienischer Radrennfahrer                                                                                     | 75    |       |
| 12. September | Marlies Teichmüller                             | deutsche Geologin                                                                                               | 85    |       |
| 12. September | Stanley Turrentine                              | US-amerikanischer Jazzsaxophonist                                                                               | 66    |       |
| 12. September | Bernhard Vogel                                  | österreichischer Politiker (SPÖ), Landtagsabgeordneter von Vorarlberg, Mitglied des Bundesrates                 | 86    |       |
| 12. September | Václav Vojta                                    | tschechischer Kinderneurologe und Neurologe                                                                     | 83    |       |
| 13. September | Les Burness                                     | US-amerikanischer Jazzmusiker der Swingära                                                                      |       |       |
| 13. September | Franck Jotterand                                | französischsprachiger Schweizer Journalist und Schriftsteller                                                   | 77    |       |
| 13. September | Rolf Kauka                                      | deutscher Comicverleger                                                                                         | 83    |       |
| 13. September | Pedro Morales Torres                            | chilenischer Fußballspieler und -trainer                                                                        | 68    |       |
| 13. September | Josef Lackner                                   | österreichischer Architekt und Hochschullehrer                                                                  | 69    |       |
| 14. September | Frederick Erroll, 1. Baron Erroll of Hale       | britischer konservativer Politiker und Mitglied des House of Lords                                              | 86    |       |
| 14. September | Jerzy Giedroyc                                  | polnischer Journalist                                                                                           | 94    |       |
| 14. September | Lucie Gordian                                   | österreichische Schwimmerin                                                                                     | 82    |       |
| 14. September | Hwang Sun-won                                   | südkoreanischer Schriftsteller                                                                                  | 85    |       |
| 14. September | Hildegard Osten                                 | deutsche Kunstweberin                                                                                           | 91    |       |
| 14. September | Anton Peltzmann                                 | österreichischer Politiker (ÖVP), Landesrat (Steiermark)                                                        | 79    |       |
| 14. September | Beah Richards                                   | US-amerikanische Film- und Theaterschauspielerin und Autorin                                                    | 80    |       |
| 14. September | Brigitte Schlieben-Lange                        | deutsche Romanistin                                                                                             | 56    |       |
| 14. September | Johannes Zahn                                   | deutscher Bankmanager                                                                                           | 93    |       |
| 15. September | Vincent Canby                                   | US-amerikanischer Filmkritiker                                                                                  | 76    |       |
| 15. September | David Flusser                                   | jüdischer Religionswissenschafter                                                                               | 83    |       |
| 15. September | Frank John Kerr                                 | australischer Astronom                                                                                          | 82    |       |
| 15. September | Harmar Nicholls, Baron Harmar-Nicholls          | britischer Politiker (Conservative Party), Mitglied des House of Commons, MdEP                                  | 87    |       |
| 15. September | Ernst Schmidt                                   | deutscher Leichtathlet                                                                                          | 80    |       |
| 16. September | Maurice Black                                   | US-amerikanischer Politiker aus Mississippi                                                                     | 84    |       |
| 16. September | Hans-Joachim Fischer                            | deutscher Jurist und Politiker (NSDAP)                                                                          | 96    |       |
| 16. September | Günter Krzysch                                  | deutscher Pflanzenbauwissenschaftler und Agrarmeteorologe                                                       | 71    |       |
| 16. September | Tichon Alexandrowitsch Rabotnow                 | russischer Geobotaniker und Universitätsprofessor                                                               | 96    |       |
| 16. September | David Shallon                                   | israelischer Dirigent                                                                                           | 49    |       |
| 17. September | Olaf von Fersen                                 | deutscher Journalist zur Automobilgeschichte und -technik                                                       | 88    |       |
| 17. September | Josef Gizzi                                     | deutscher Fußballspieler                                                                                        | 86    |       |
| 17. September | Alfred Lecki                                    | deutscher Verbrecher                                                                                            | 61    |       |
| 17. September | Nicole Reinhart                                 | US-amerikanische Radrennfahrerin                                                                                | 24    |       |
| 17. September | Bakht Singh                                     | indischer christlicher Prediger und Evangelist                                                                  | 97    |       |
| 17. September | Paula Yates                                     | britische Fernsehmoderatorin                                                                                    | 41    |       |
| 18. September | Walter Falk                                     | deutscher Literaturwissenschaftler                                                                              | 76    |       |
| 18. September | Guido Masetto                                   | Schweizer Bergsteiger                                                                                           | 86    |       |
| 18. September | Heinz Menzel                                    | deutscher Gewerkschafter und Politiker (SPD), MdB                                                               | 74    |       |
| 18. September | Jesús Yánez                                     | kubanischer Oppositioneller und Menschenrechtler                                                                | 83    |       |
| 19. September | Joseph Epes Brown                               | US-amerikanischer Anthropologe, Lehrer, Religionswissenschaftler und Schriftsteller                             | 80    |       |
| 19. September | Ann Doran                                       | US-amerikanische Schauspielerin                                                                                 | 89    |       |
| 19. September | Robert Rautenbach                               | deutscher Ingenieur und Professor für Verfahrenstechnik                                                         | 69    |       |
| 19. September | Karl Robatsch                                   | österreichischer Schach-Großmeister und Botaniker                                                               | 70    |       |
| 19. September | Gloria Talbott                                  | US-amerikanische Schauspielerin                                                                                 | 69    |       |
| 20. September | Theresa Ahearn                                  | irische Politikerin                                                                                             | 49    |       |
| 20. September | Helmut Berthold                                 | deutscher Feldhandballspieler                                                                                   | 89    |       |
| 20. September | Willi Birn                                      | deutscher Verwaltungsfachangestellter, Jurist und Regierungspräsident von Südwürttemberg-Hohenzollern           | 93    |       |
| 20. September | Dorothy Emmet                                   | britische Philosophin                                                                                           | 95    |       |
| 20. September | Jeanloup Sieff                                  | französischer Fotograf                                                                                          | 66    |       |
| 20. September | Stanislaw Stratiew                              | bulgarischer Schriftsteller und Dramatiker                                                                      | 59    |       |
| 20. September | German Stepanowitsch Titow                      | sowjetischer Kosmonaut                                                                                          | 65    |       |
| 21. September | Robert Wright Campbell                          | US-amerikanischer Drehbuchautor, Schriftsteller und Schauspieler                                                | 73    |       |
| 21. September | Iskandar Chatlonij                              | tadschikischer Hörfunkjournalist                                                                                | 45    |       |
| 21. September | John Egerton, 6. Duke of Sutherland             | britischer Peer, Kunstsammler und Politiker (Conservative Party)                                                | 85    |       |
| 21. September | Jacques Flynn                                   | kanadischer Jurist und Politiker                                                                                | 85    |       |
| 21. September | Bengt Hambraeus                                 | schwedischer Komponist, Organist und Musikwissenschaftler                                                       | 72    |       |
| 21. September | Gerda Krüger-Nieland                            | deutsche Juristin und Senatspräsidentin am Bundesgerichtshof                                                    | 90    |       |
| 21. September | Leonid Rogosow                                  | sowjetischer Chirurg                                                                                            | 66    |       |
| 21. September | Harald Suislepp                                 | estnischer Schriftsteller                                                                                       | 79    |       |
| 22. September | Jehuda Amichai                                  | deutsch-israelischer Lyriker                                                                                    | 76    |       |
| 22. September | Willie Cook                                     | US-amerikanischer Jazz-Trompeter                                                                                | 76    |       |
| 22. September | Heinrich Dürmayer                               | österreichischer Rechtsanwalt, Polizist, Funktionär (KPÖ) und KZ-Häftling                                       | 95    |       |
| 22. September | Vincenzo Fagiolo                                | italienischer Kardinal der römisch-katholischen Kirche und Erzbischof von Chieti                                | 82    |       |
| 22. September | Alexei Iwanowitsch Kostrikin                    | russischer Mathematiker                                                                                         | 71    |       |
| 22. September | Hans Lutz Merkle                                | deutscher Manager                                                                                               | 87    |       |
| 22. September | Sakai Saburō                                    | japanischer Pilot                                                                                               | 84    |       |
| 22. September | Otto Walzhofer                                  | österreichischer Fußball-Nationalspieler                                                                        | 74    |       |
| 23. September | Wilfried Rasch                                  | deutscher forensischer Psychiater                                                                               | 75    |       |
| 23. September | Siegfried Röhlig                                | deutscher Politiker (SPD), MdB                                                                                  | 72    |       |
| 23. September | Carl Rowan                                      | US-amerikanischer Journalist, Autor und Kolumnist                                                               | 75    |       |
| 23. September | Don Scharfetter                                 | US-amerikanischer Elektroingenieur                                                                              | 66    |       |
| 23. September | Ursula Wendorff-Weidt                           | deutsche Malerin, Grafikerin und Illustratorin                                                                  | 81    |       |
| 23. September | Lothar Woerner                                  | deutscher Richter am Bundesfinanzhof                                                                            | 69    |       |
| 24. September | Basil Bernstein                                 | britischer Soziolinguist                                                                                        | 75    |       |
| 24. September | Antony Darnborough                              | britischer Filmproduzent und Filmregisseur                                                                      | 86    |       |
| 24. September | Jaan Eslon                                      | schwedischer Schachspieler                                                                                      | 48    |       |
| 24. September | Erwin Ferlemann                                 | deutscher Gewerkschafter                                                                                        | 70    |       |
| 24. September | Adem Kastrati                                   | albanischer Maler                                                                                               |       |       |
| 24. September | Marcel Lambert                                  | kanadischer Rechtsanwalt und Politiker                                                                          | 81    |       |
| 24. September | Lukas Richter                                   | deutscher Musikwissenschaftler                                                                                  | 77    |       |
| 24. September | Horacio Rivero, Jr.                             | US-amerikanischer Admiral der US Navy und Botschafter                                                           | 90    |       |
| 24. September | Willem Paul de Roever                           | niederländischer Geologe                                                                                        | 83    |       |
| 24. September | Gabrielle Vincent                               | belgische Künstlerin, Kinderbuchautorin und -illustratorin                                                      | 72    |       |
| 25. September | Helmut Beck-Broichsitter                        | deutscher Offizier                                                                                              | 86    |       |
| 25. September | Georges Brera                                   | Schweizer Architekt                                                                                             | 80    |       |
| 25. September | Michel Haguenauer                               | französischer Tischtennisspieler                                                                                | 84    |       |
| 25. September | Reni Mertens                                    | Schweizer Dokumentarfilmerin                                                                                    | 82    |       |
| 25. September | Namikoshi Tokujirō                              | japanischer Begründer der Shiatsu-Therapie                                                                      | 94    |       |
| 25. September | Heberto Padilla                                 | kubanischer Schriftsteller                                                                                      | 68    |       |
| 25. September | Tommy Reilly                                    | kanadischer Musiker                                                                                             | 81    |       |
| 25. September | Eduard Schmid                                   | Schweizer Handballspieler                                                                                       | 89    |       |
| 25. September | R. S. Thomas                                    | walisischer Lyriker                                                                                             | 87    |       |
| 25. September | Günther Voigt                                   | deutscher Heimatforscher                                                                                        |       |       |
| 25. September | Peter Wolf                                      | deutscher Kommunalpolitiker (CDU), Oberbürgermeister der Stadt Remscheid                                        | 77    |       |
| 25. September | Albert Wollenberger                             | deutscher Biochemiker, Pharmakologe und Herzforscher                                                            | 88    |       |
| 26. September | José Algueró                                    | spanischer Filmarchitekt und Maler                                                                              | 85    |       |
| 26. September | Baden Powell de Aquino                          | brasilianischer Musiker                                                                                         | 63    |       |
| 26. September | Nick Fatool                                     | US-amerikanischer Jazz-Schlagzeuger                                                                             | 85    |       |
| 26. September | Paul Gouyon                                     | französischer Geistlicher, Erzbischof von Rennes und Kardinal der römisch-katholischen Kirche                   | 89    |       |
| 26. September | Robert Lax                                      | US-amerikanischer Autor, Lyriker und Publizist                                                                  | 84    |       |
| 26. September | Richard Mulligan                                | US-amerikanischer Schauspieler                                                                                  | 67    |       |
| 26. September | Rose-Marie Precht                               | finnische Schauspielerin                                                                                        | 62    |       |
| 26. September | Carl Sigman                                     | US-amerikanischer Songwriter                                                                                    | 91    |       |
| 26. September | Georg Thürer                                    | Schweizer Dichter und Hochschullehrer                                                                           | 92    |       |
| 26. September | Max Waldmeier                                   | Schweizer Astronom und Sonnenforscher                                                                           | 88    |       |
| 27. September | Gustavo Leguizamón                              | argentinischer Musiker, Pianist, Komponist und Schriftsteller                                                   | 82    |       |
| 27. September | Siegfried Richter                               | deutscher Unternehmer, Mäzen und Träger des Bundesverdienstordens                                               | 77    |       |
| 27. September | Meinrad Schaab                                  | deutscher Historiker                                                                                            | 71    |       |
| 27. September | Francis Vanverberghe                            | französischer Mafia-Pate                                                                                        | 54    |       |
| 28. September | Mike McKevitt                                   | US-amerikanischer Politiker                                                                                     | 71    |       |
| 28. September | Roger Nott                                      | australischer Politiker                                                                                         | 91    |       |
| 28. September | Carlos Revilla                                  | spanischer Schauspieler, Synchronsprecher und Synchronregisseur                                                 | 67    |       |
| 28. September | Pote Sarasin                                    | thailändischer Politiker und Diplomat                                                                           | 95    |       |
| 28. September | Pierre Trudeau                                  | kanadischer Politiker                                                                                           | 80    |       |
| 29. September | Hugo Cadenbach                                  | deutscher Privatbankier                                                                                         | 83    |       |
| 29. September | Walter Dieminger                                | deutscher Geophysiker und Hochfrequenztechniker                                                                 | 93    |       |
| 29. September | Myles Ferguson                                  | kanadischer Schauspieler                                                                                        | 19    |       |
| 29. September | Alejandro Figueroa Medina                       | venezolanischer römisch-katholischer Geistlicher                                                                | 75    |       |
| 29. September | Willi Fricke                                    | deutscher Politiker (SPD), MdL                                                                                  | 80    |       |
| 29. September | Paola Levi-Montalcini                           | italienische Malerin, Bildhauerin und Grafikerin                                                                | 91    |       |
| 29. September | Nelly Naumann                                   | deutsche Japanologin                                                                                            | 77    |       |
| 29. September | Albert Reble                                    | deutscher Pädagoge                                                                                              | 90    |       |
| 29. September | Werner Seifert                                  | deutscher Politiker (DBD), MdV, Mitglied des Staatsrats der DDR                                                 | 80    |       |
| 29. September | Vidoje Žarković                                 | jugoslawischer Politiker                                                                                        | 73    |       |
| 30. September | Heikki Flöjt                                    | finnischer Biathlet                                                                                             | 56    |       |
| 30. September | Dietrich Mann                                   | deutscher evangelischer Theologe                                                                                | 65    |       |
| 30. September | Erno Paasilinna                                 | finnischer Autor und Journalist                                                                                 | 65    |       |
| 30. September | Werner Pöhlert                                  | deutscher Jazzgitarrist und -Publizist                                                                          | 72    |       |
| 30. September | Joseph Weber                                    | US-amerikanischer Physiker                                                                                      | 81    |       |
| 30. September | Howard Winstone                                 | britischer Boxer im Federgewicht                                                                                | 61    |       |
| September     | Claude Aubert                                   | Schweizer Jazzmusiker und Musikmanager                                                                          |       |       |
| September     | John Dick                                       | schottischer Fußballspieler                                                                                     | 70    |       |
| September     | John Laffin                                     | australischer Historiker, Journalist und Schriftsteller                                                         |       |       |
| September     | Leo Weisse                                      | deutscher Fotograf                                                                                              | 89    |       |
| September     | Tina Wrase                                      | deutsche Jazzmusikerin (Saxophon/Klarinette)                                                                    |       |       |